# 陳章 (清朝)
陈章（1696年—1759年），字授衣，一字绂斋，号竹町，清代钱塘人。
康熙二十一年（1696年）出生。乾隆元年被荐博學鴻詞科，未中。精诗工书，与弟陈皋并称“陈氏二难”。乾隆十八年，盧見曾调两淮盐运使，“四方名流咸集，极一时文酒之盛。”陈章等人皆曾为上客。長期侨寓扬州，做客马曰琯之小玲珑山馆。乾隆二十四年（1759年），去世，年六十四。有《梦晋斋集》二十四卷，《竹香词》一卷。